# أندريا بيدوتشي
أندريا بيدوتشي (بالإيطالية: Andrea Beduschi)‏ (25 فبراير 1992 في إيطاليا - ) هو لاعب كرة قدم إيطالي في مركز قلب الدفاع. لعب مع نادي سبال ونادي ليتشي ونادي مونزا ونادي براتو وUC AlbinoLeffe ‏.

## وصلات خارجية
- أندريا بيدوتشي على موقع قاعدة بيانات كرة القدم.إي يو (الإنجليزية)
- أندريا بيدوتشي على موقع Soccerway.com (الإنجليزية)